# Teningen

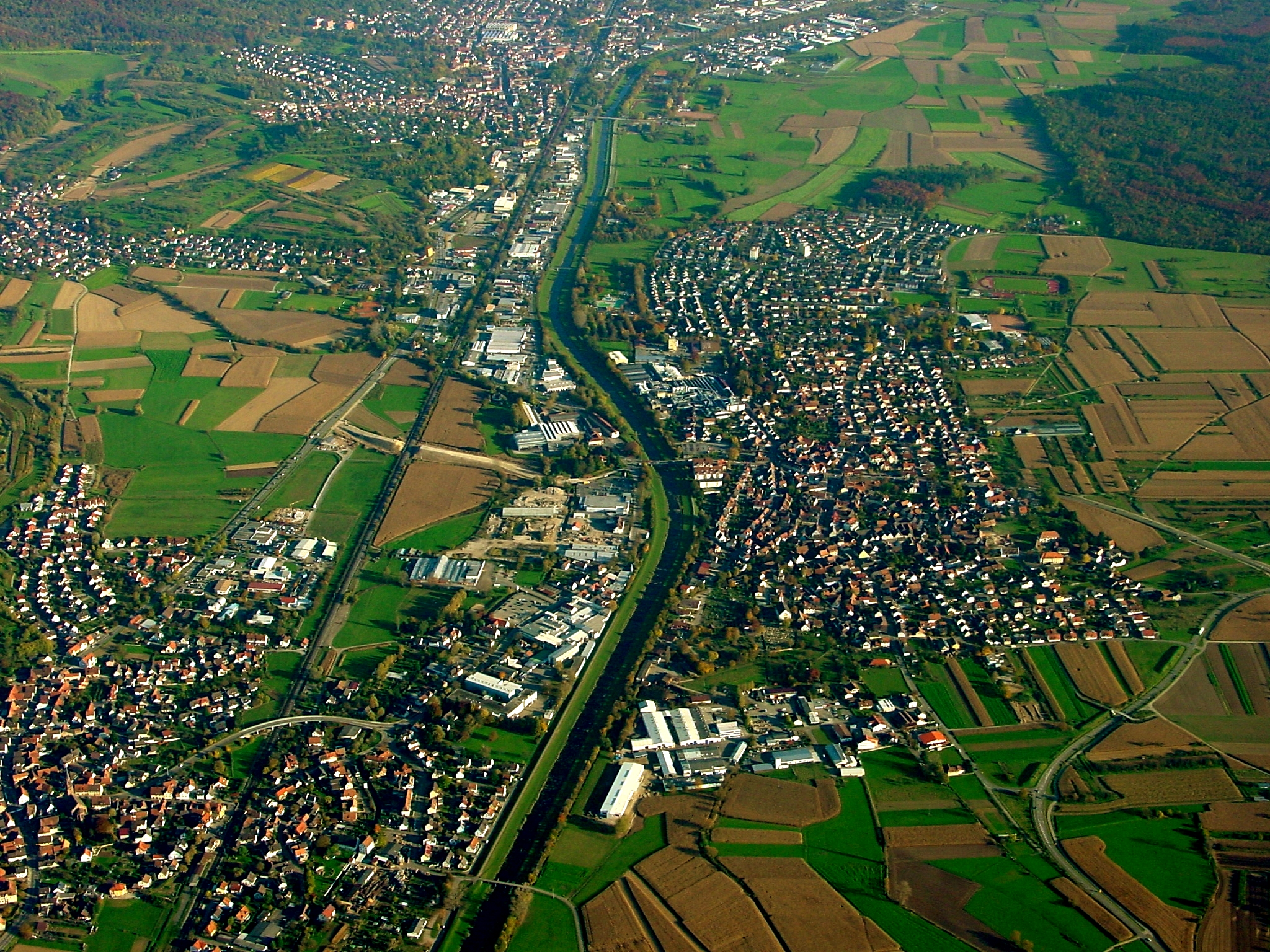
Teningen (rechts, links vorn Köndringen); Blick von Nordwesten

Teningen (alemannisch Däninge) ist eine Gemeinde im Südwesten Baden-Württembergs. Sie liegt rund drei Kilometer westlich der Kreisstadt Emmendingen und rund 20 Kilometer nördlich von Freiburg im Breisgau.

## Geographie

### Lage
Teningen liegt am Rande der Vorbergzone des Schwarzwaldes. Ein Teil der Gemarkungsfläche erstreckt sich auch auf die Elzniederung sowie die Dreisamniederung in der Freiburger Bucht, aus der sich etwa 70 Meter hoch der Nimberg bei Nimburg erhebt.

### Geologie
Der geologische Untergrund der Vorbergzone wird von Buntsandstein oder Muschelkalk gebildet, diese sind mit mehr oder weniger mächtigen Lösspaketen überdeckt. Insbesondere im Übergangsbereich der Vorbergzone zur Elzniederung sind die Lössschichten besonders mächtig. Die Elz selbst bildet alluviale Kies- und Sandablagerungen, auf denen früher vor allem Wiesenwirtschaft betrieben wurde, heute sind diese Flächen vielfach für den Ackerbau umgebrochen. Unter Geologen bekannt ist die sogenannten „Landecker Verwerfung“ in Landeck, die oberhalb des Ortes direkt an der Straße sichtbar ist und ein vielfach besuchtes Exkursionsziel geologischer Lehrveranstaltungen darstellt.

### Gemeindegliederung
Die Gemeinde Teningen besteht aus vier Ortsteilen: dem Kernort Teningen und den bis 31. Dezember 1974 selbständigen Orten Heimbach, Köndringen mit Landeck und Nimburg mit Bottingen.

### Klima
Der Köppen-Klimatyp ist die warm- feucht gemäßigte Klimazone (Ozeanisches Klima). Es gilt jedoch besonders im Sommer und immer mehr im Winter eine feuchte subtropische (Cfa) Prägung aufgrund der mittleren Temperaturen im Juli und August knapp unter 22 °C. Aufgrund der Nähe zum Schwarzwald fällt jedoch das ganze Jahr über mehr Regen als in der Oberrhein-Ebene.
Die Stadt liegt in der Nähe des Kaiserstuhls, einer Reihe von Hügeln vulkanischen Ursprungs, die einige Kilometer entfernt liegen. Der Kaiserstuhl erwärmt die Gegend deutlich, so dass Teningen in eine der wärmsten Regionen Deutschlands fällt.
|                        | Jan  | Feb  | Mär  | Apr  | Mai  | Jun  | Jul  | Aug  | Sep  | Okt  | Nov  | Dez |   |      |
| Mittl. Temperatur (°C) | 3,4  | 4,8  | 6,9  | 10,5 | 14,7 | 19,2 | 21,1 | 20,0 | 15,5 | 10,7 | 6,4  | 4,1 | ⌀ | 11,5 |
| Mittl. Tagesmax. (°C)  | 6,2  | 8,1  | 12,8 | 17,0 | 20,7 | 25,4 | 27,5 | 26,4 | 22,6 | 16,3 | 10,7 | 7,9 | ⌀ | 16,8 |
| Mittl. Tagesmin. (°C)  | −1,1 | −0,4 | 1,3  | 3,7  | 8,4  | 12,9 | 13,8 | 13,0 | 9,2  | 5,6  | 2,1  | 0,3 | ⌀ | 5,8  |
|                        |      |      |      |      |      |      |      |      |      |      |      |     |   |      |
| Niederschlag (mm)      | 63   | 44   | 43   | 69   | 119  | 93   | 47   | 73   | 52   | 47   | 55   | 44  | Σ | 749  |
|                        |      |      |      |      |      |      |      |      |      |      |      |     |   |      |
| Sonnenstunden (h/d)    | 2,7  | 3,5  | 4,0  | 5,8  | 6,5  | 8,4  | 7,8  | 7,2  | 5,7  | 3,8  | 2,4  | 2,0 | ⌀ | 5    |
|                        |      |      |      |      |      |      |      |      |      |      |      |     |   |      |
| Regentage (d)          | 17   | 13   | 14   | 13   | 15   | 14   | 12   | 13   | 11   | 12   | 13   | 14  | Σ | 161  |

| −1,1 |

| −0,4 |

| 1,3 |

| 3,7 |

| 8,4 |

| 12,9 |

| 13,8 |

| 13,0 |

| 9,2 |

| 5,6 |

| 2,1 |

| 0,3 |

| −1,1 |

| −0,4 |

| 1,3 |

| 3,7 |

| 8,4 |

| 12,9 |

| 13,8 |

| 13,0 |

| 9,2 |

| 5,6 |

| 2,1 |

| 0,3 |

## Geschichte
Deninga wird erstmals 972 als Besitz des Klosters Einsiedeln erwähnt. Offenbar gehörte der Ort zu dem Breisgauer Gut, das König Otto I. schon 952 dem hochverräterischen Grafen Guntram entzogen und dem loyalen Kloster übereignet hatte. Wie bei Köndringen und Bottingen lässt auch hier die Endung „-ingen“ im Namen auf eine alemannische Gründung im 5./6. Jahrhundert schließen.
Im 11./12. Jahrhundert gehörte Teningen zu den Kernorten der gräflich nimburgischen Herrschaft. Um 1120 ist ein Ortsadel bezeugt, der sich außer an die Grafen auch an die Herzöge von Zähringen enger angeschlossen hatte. Anscheinend ging Teningen – wie Nimburg – nach 1250 als Straßburger Lehen an die Grafen von Freiburg über. In deren Auseinandersetzungen mit ihrer Stadt brannten 1306 Freiburger Bürger Teningen nieder.
1356 erscheinen die Markgrafen von Hachberg als Ortsherren. Von ihnen kam Teningen 1415 durch Kauf an die Markgrafen von Baden, in deren Territorialverband das Dorf seither verblieb und die zur Aufbewahrung der ihnen zustehenden Zehntabgaben die Zehntscheuer erbauten. Nach der Reformation 1556 hat sich die heutige evangelische Kirche Teningen als einzige von zwei mittelalterlichen Kirchen im Dorf erhalten.
Der Dreißigjährige Krieg und die folgenden Kriegszeiten des späten 17. und frühen 18. Jahrhunderts brachten – wie überall in der Region – für Bevölkerung und Wirtschaft einen schweren Rückschlag.
Zwischen 1770 und 1776 war Teningen neben Bahlingen und Dietlingen eines der Musterdörfer in der Markgrafschaft Baden, in dem das ökonomische System des Physiokratismus eingeführt wurde. Es war der weltweit einzig bekannte Versuch einer praktischen Erprobung dieser Wirtschaftstheorie, zu deren Anhängern in Deutschland der Nationalökonom Johann August Schlettwein gehörte, der Markgraf Karl Friedrich von diesem System überzeugt haben soll. Die zentrale These des Physiokratismus, der in Frankreich entworfen wurde, lautet, dass die Landwirtschaft die einzige Quelle des Reichtums sei und die Wertschöpfung nur in diesem Wirtschaftssektor erfolge. In Dietlingen begann der Versuch 1770 und wurde nach einer Modifikation (1795) im Jahr 1801 definitiv abgebrochen. In Bahlingen und Teningen begann der Versuch, bei dem unter anderem die sogenannte „Einsteuer“ (impôt unique) eingeführt wurde, 1771 und wurde bereits 1776 wieder beendet.
Im 18. Jahrhundert erlebte Teningen einen wirtschaftlichen Aufschwung durch den Hanfanbau, in dem es sich zu einem Hauptproduzenten entwickelte. Vom dadurch bewirkten Wohlstand der Gemeinde und einiger bäuerlicher Familien zeugen die sehenswerten Gebäude am Rathausplatz oder das Heimatmuseum Menton. Bei der Bildung des Großherzogtums Baden (1806) gehörte der Ort als altbadische Gemeinde zum Kernbestand des Oberamtes Emmendingen.
Die Bedeutung des Hanf- und des Tabakanbaus ließ Anfang des 20. Jahrhunderts mit der einsetzenden Industrialisierung nach. Schon 1771 hatte es in Teningen eine Hammerschmiede gegeben, aus der das Eisen- und Hammerwerk und die Maschinenfabrik hervorgingen. Teningen wurde zum Vorreiter der Industrialisierung im Kreis Emmendingen und ist heute die zweitgrößte Industriegemeinde im Landkreis. 1910 wurde die Aluminium GmbH gegründet, die als eine der ersten Fabriken in Deutschland Aluminiumfolie produzierte. 1932 kam die Frankfurter Kondensatorenfabrik FRAKO hinzu. Eine rasche Veränderung der Wirtschafts- und Bevölkerungsstruktur vor allem nach dem Zweiten Weltkrieg, als in der Gemeinde auch viele grundlegende Infrastrukturmaßnahmen durchgeführt wurden, war die Folge.
Am 1. Januar 1975 wurden die bis dahin selbstständigen Gemeinden Heimbach, Köndringen und Nimburg eingemeindet.

### Heimbach

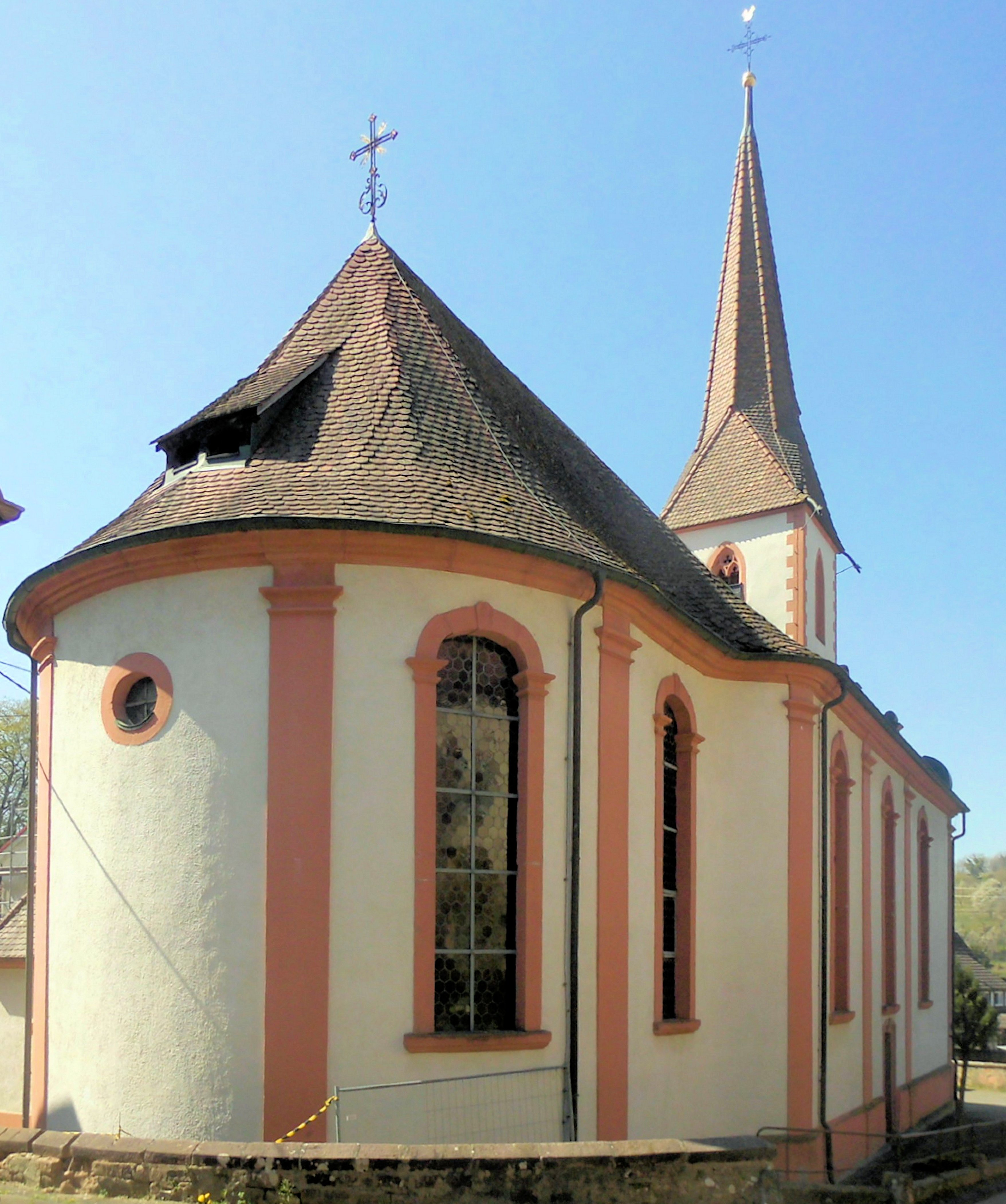
Pfarrkirche St. Gallus, Heimbach

Ein Chronist des Klosters St. Gallen berichtet im 9. Jahrhundert von einem Heimbach („villam quae Hembach nuncupatur“), womit der heutige Teninger Ortsteil gemeint sein könnte. Eine 1810 abgebrochene, durch einen von 1774 bis 1777 entstandenen Neubau gleichen Namens ersetzte St.-Gallus-Kirche weist auf eine Verbindung zum Kloster St. Gallen. Der Name Heimbach ist allerdings so häufig, dass auch andere Orte für sich in Anspruch nehmen, schon so früh urkundlich genannt worden zu sein.
Bis 1520 hatte Heimbach in der Familie Roeder sowie dem Kloster Schuttern zwei Herrschaften. In jenem Jahr erwarben die Klosterherren den Anteil des verstorbenen letzten Roeder mit allen Rechten und Pflichten für die Bewohner. 1527 kam das Dorf dann an die Stürtzel von Buchheim. Deren Nachkommen verkauften die Herrschaft 1604 an das Kloster Tennenbach, das es 1621 an Johann Dietrich von Hohenlandenberg verkaufte. Hans Wilhelm von Goll kaufte Heimbach von dessen Familie 1652. Über den Freiherrn von Duminique und die Freifrau von Ulm kam es schließlich in die Hände der Freiherren von Elverfeldt, die das Schloss Heimbach heute bewohnen.
Seit der frühen Neuzeit hatte Heimbach zum habsburgischen Vorderösterreich gehört, sodass hier die Reformation nicht eingeführt wurde.
1805 ging der Ort dann an das Großherzogtum Baden.
Vom Mittelalter bis 1787 teilte sich der Ort mit Köndringen, Malterdingen und Mundingen die große Waldallmende „Vierdörferwald“. Im Heimbacher Teil dieses Waldes befinden sich als Naturdenkmale mehrere Buntsandsteinbrüche, die auf eine bis ins Mittelalter zurückreichende Steinhauertradition verweisen. Aus diesen Steinbrüchen bezog auch die Bauhütte des Freiburger Münsters den besonders harten roten Sandstein für ihre Arbeit.

#### Wirtschaft
Heimbach ist ein Weinort. Bekannte Lage ist der Heimbacher Bienenberg, wo die Rivaner-Rebe angebaut wird.

### Köndringen

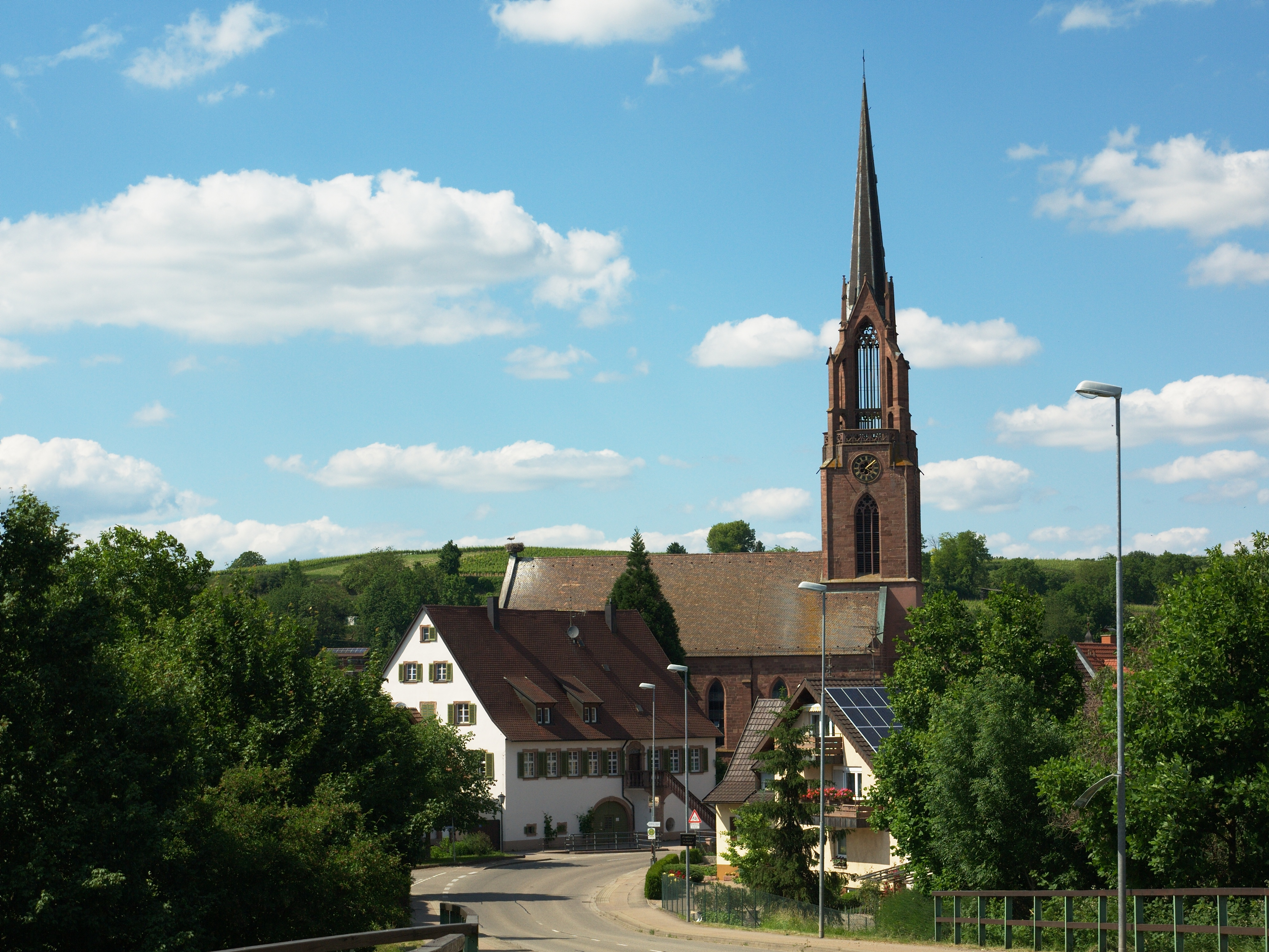
Köndringen: Evangelische Kirche mit Pfarrhaus

Wie die meisten der auf „-ingen“ endenden Orte dürfte Köndringen bereits im 6., 7. oder 8. Jahrhundert als alemannische Siedlung entstanden sein. Derartige Siedlungen entstanden oft an Orten, an denen bereits die Römer Bauten errichtet hatten.
Erstmals wird Köndringen in einer Urkunde Kaiser Ottos II. vom April 997 erwähnt, in der der Kaiser dem elsässischen Kloster Murbach die Immunität, das Recht zur Wahl des Abtes sowie die Befreiung von Zöllen bestätigt. Diese Urkunde, in der zwei Höfe in „Chunringia“ sowie ein „loco Niwnburch“, also der Teninger Ortsteil Nimburg, erwähnt werden, ist allerdings eine Fälschung.

#### Landeck

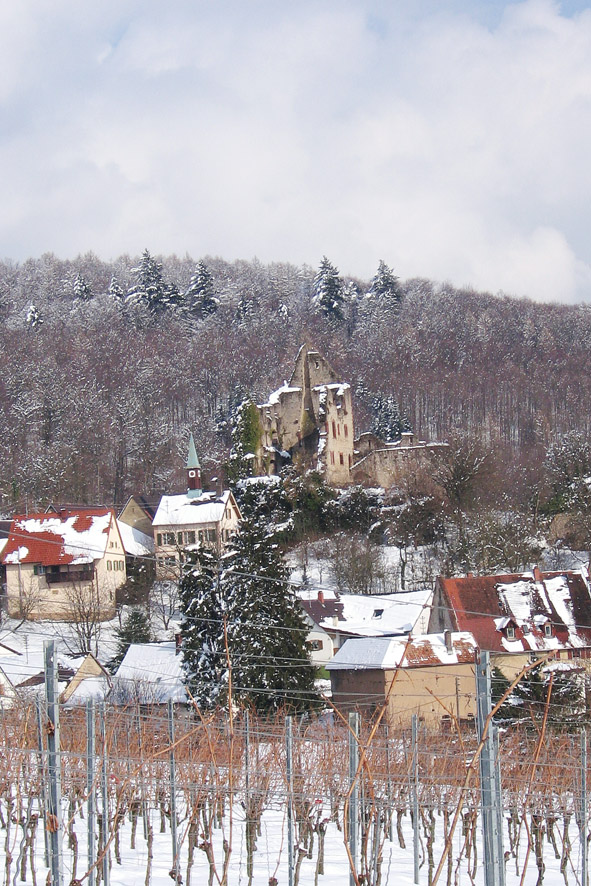
Landeck

Landeck ist sowohl hinsichtlich seiner Fläche als auch der Einwohner nur ein kleiner Ort innerhalb der Gemeinde Teningen, der vor der Eingemeindung zu Köndringen gehörte. Der Ort besteht aus der Burg Landeck sowie der kleinen dazugehörenden Siedlung mit Gebäuden, deren Entstehung sich teilweise bis ins 16. Jahrhundert zurückverfolgen lässt. Im Wesentlichen ist der Ort bis heute durch landwirtschaftliche Gebäude geprägt, hinzu kamen in den vergangenen Jahrzehnten wenige neue Baugebiete.

##### Geschichte
Erste schriftliche Hinweise auf den Ort reichen bis ins 13. Jahrhundert zurück. Der Name von Burg und Siedlung wurde erstmals 1260 erwähnt. Im Jahr 1300 verkaufte Heinrich von Geroldseck die Burg an die Johanniter in Freiburg, die sie ihrerseits kurz darauf mit dem Ritter Johann Snewlin, einem Freiburger Patrizier, tauschten. Ort und Burg blieben bis zum Ende des 15. Jahrhunderts in der Familie der Snewlin. 1511 kam ein Teil der Burg Landeck an die Markgrafen von Baden, 1538 die gesamte Burganlage mit Siedlung. Seither wurden die Besitzungen vom ebenfalls markgräflichen Köndringen aus verwaltet.
Bereits im 18. Jahrhundert hatte Landeck eine eigene Schule. Das Schulhaus in Landeck wurde 1768 von der Gemeinde Köndringen gebaut. Politisch war Landeck ein Nebenort von Köndringen. Es wurde von Köndringen verwaltet, hatte eine eigene Gemeindekasse und war mit einem Stabhalter sowie einem Gemeinderat in Köndringen vertreten. Unter den Nationalsozialisten wurde der Ort 1935 nach Köndringen eingemeindet.

##### Bauwerke

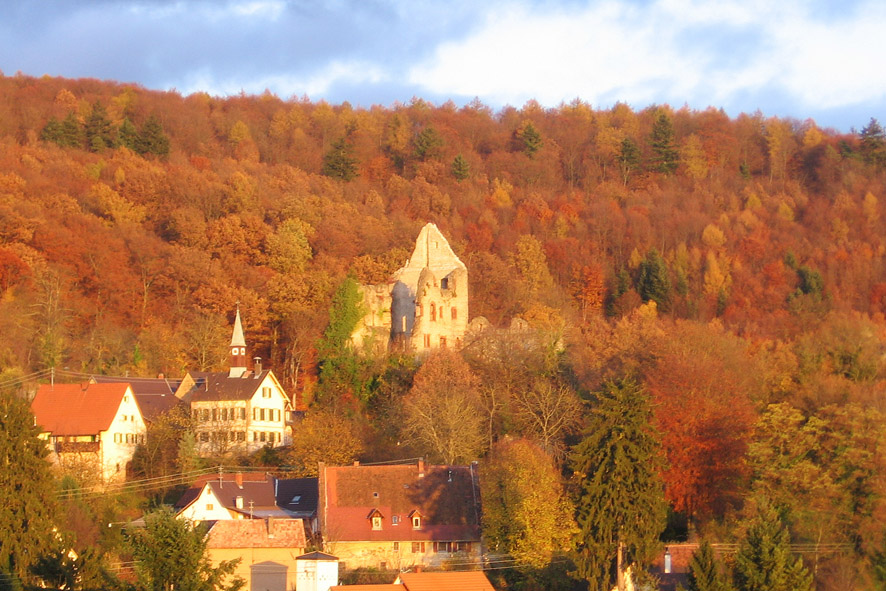
Burg Landeck

Die Doppelburg Landeck prägt den Ort. Die Burganlage entstand im 13. Jahrhundert durch die Herren von Geroldseck und wurde in der Folgezeit mehrfach ausgebaut. Später ging der Besitz an die zum Landadel gehörenden Schnewlin Landeck über, was dazu führte, dass um die Burg gestritten wurde.
Der Palas der Oberen Burg ist noch mit drei Außenwänden, eine mit Giebel, erhalten. In den Wänden sind mehrere Kamine sichtbar. In der eher für repräsentative Zwecke gebauten Unteren Burg ist vor allem der Rest einer Kapelle augenscheinlich.

### Nimburg

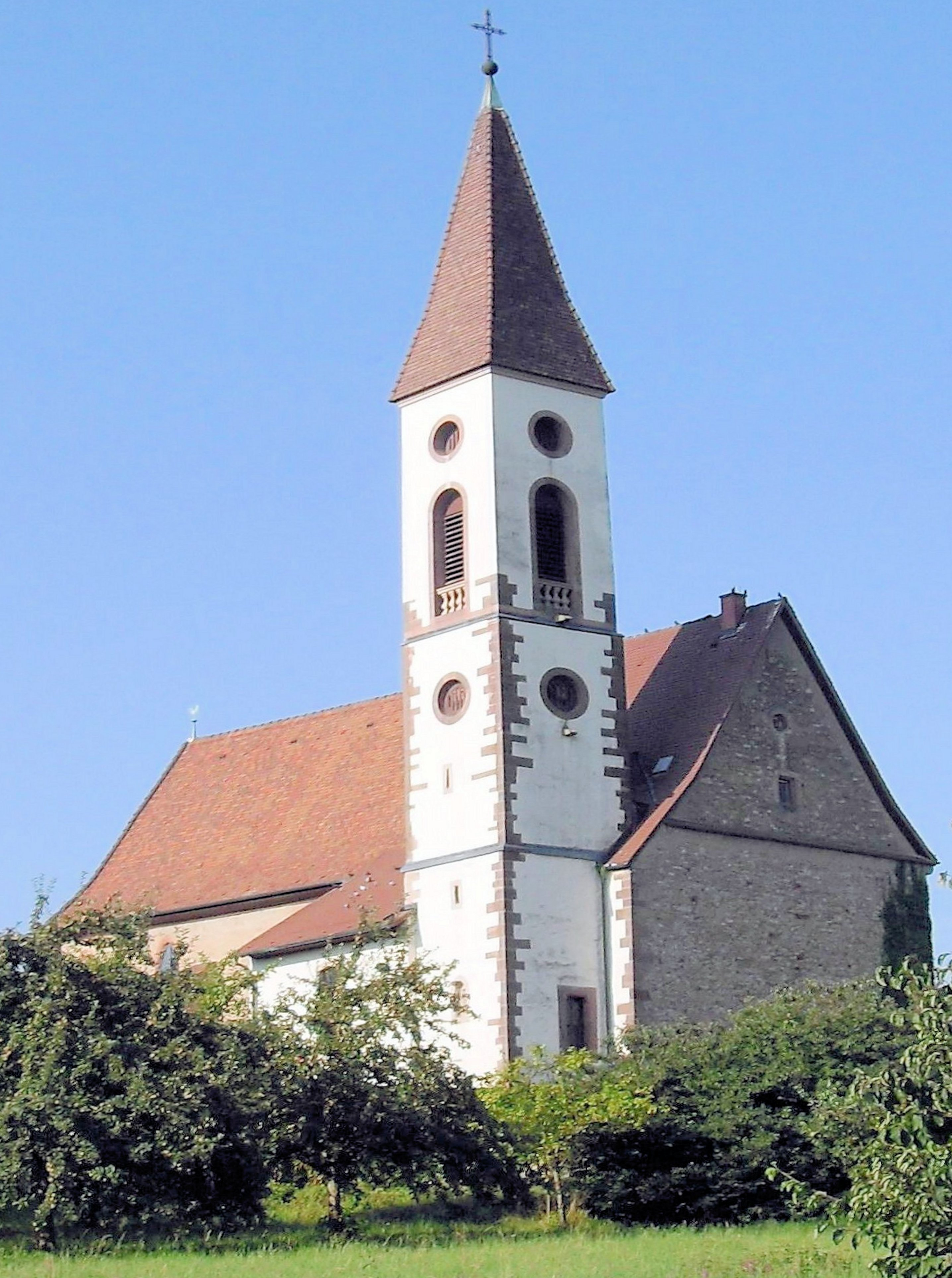
Bergkirche in Nimburg

Nimburg liegt etwa vier Kilometer südwestlich des Kernorts von Teningen zwischen den Flüssen Dreisam im Südwesten und Glotter im Nordosten unweit der A-5-Anschlussstelle „Teningen“. Nimburg sowie sein Ortsteil Bottingen lehnen sich an den dort verlaufenden Nimberg an, der sich in diesem Bereich bis zu 70 Meter aus der Ebene erhebt.
Erstmals urkundlich erwähnt wurde Nimburg bereits im Jahr 977. Im ausgehenden 11. Jahrhundert wurden die Grafen von Nimburg, Gefolgsleute der in jener Zeit mächtigen Herzöge von Zähringen, erwähnt, die unter anderem Teilnehmer der Kreuzzüge waren. Sie hatten auch eine Burg, die Burg Nimburg, die jedoch nicht mehr vorhanden ist.
1456 stiftete Markgraf Karl von Baden ein Antoniterkloster, in dem vor allem die vom Antoniusfeuer befallenen Kranken behandelt wurden. Vom Kloster ist allein die Kirche, die Nimburger Bergkirche, erhalten.

#### Wirtschaft
Nimburg war bis zur Wahl von Hermann Jäger zum Nimburger Bürgermeister 1968 ein reines Bauerndorf. In den wenigen Jahren bis zum Zusammenschluss mit Teningen wies die Gemeinde bereits mehrere Gewerbegebiete aus und leitete damit eine Wirtschaftsentwicklung ein, die dazu führte, dass zahlreiche Pendler Arbeit in Nimburg fanden. Dabei war die hervorragende Anbindung an das überörtliche Verkehrsnetz durch den Autobahnzubringer Nimburg zur Bundesautobahn 5 (später in BAB-Anschluss Teningen umbenannt) von großer Bedeutung. Beim Zusammenschluss mit Teningen im Jahr 1974 brachte Nimburg weit mehr erschließbare Gewerbe- und Industrieflächen in die neue Gemeinde ein als die anderen Ortsteile zusammengenommen.

#### Bottingen
Bottingen ist ein kleiner Ort, der vor der Eingemeindung nach Teningen zu Nimburg gehörte. Er liegt südlich von Nimburg und wurde 1209 erstmals schriftlich erwähnt.

### Einwohnerentwicklung
Die folgenden Einwohnerzahlen beziehen sich auf den jeweiligen Gebietsstand. Die Zahlen sind Schätzungen, Volkszählungsergebnisse oder amtliche Fortschreibungen des Statistischen Landesamtes Baden-Württemberg.
| Jahr*     | 2000   | 2010   | 2020   |
| Einwohner | 11.537 | 11.538 | 12.099 |

*  jeweils am 31. Dezember

### Konfessionsstatistik
Gemäß der Volkszählung 2011 waren 49,8 % der Einwohner evangelisch, 28,4 % römisch-katholisch und 21,8 % waren konfessionslos oder gehörten einen anderen Glaubensgemeinschaft an. Der Anteil der evangelischen und katholischen Kirchenmitglieder an der Gesamtbevölkerung ist seitdem gesunken. Mit Stand Dezember 2024 waren von den 12.945 Einwohnern 35,9 % (4.647) evangelisch, 23,8 % (3.075) katholisch und 40,3 % (5.223) waren konfessionslos oder gehörten einen anderen Glaubensgemeinschaft an.

## Politik

### Gemeinderat
Die Gemeinderatswahl am 9. Juni 2024 führte bei einer Wahlbeteiligung von 63,7 % (– 9,9 %) zu folgendem Ergebnis:
| Partei / Liste | Stimmenanteil | +/− %p | Sitze | +/− |
| FWG            | 29,3 %        | − 0,9  | 6     | − 1 |
| BV Teningen**  | 18,3 %        | + 10,8 | 4     | + 2 |
| CDU            | 18,2 %        | – 0,2  | 4     | ± 0 |
| SPD            | 16,1 %        | – 4,0  | 4     | ± 0 |
| UB/ÖDP*        | 9,1 %         | – 5,0  | 2     | – 1 |
| Grüne          | 9,0 %         | + 9,0  | 2     | + 2 |
| FDP            | –             | – 9,6  | –     | – 2 |

* Unabhängige Bürger/Ökologisch-Demokratische Partei
** Bürgervereinigung Teningen

### Bürgermeister
| Name                    | Partei                            | Amtszeit  |
| ----------------------- | --------------------------------- | --------- |
| Theodor Frank           |                                   | 1864–1875 |
| Gustav Sick             | parteilos, ab 1933 NSDAP          | 1919–1934 |
| Gustav Heß              | NSDAP                             | 1934–1944 |
| Emil Menton             | NSDAP                             | 1944/1945 |
| Gustav Heß              | von der frz. Besatzung eingesetzt | 1945      |
| Friedrich Engler        | SPD                               | 1945/1946 |
| Wilhelm Höfflin         | parteilos                         | 1946–1956 |
| Josef Schmidt           | SPD                               | 1957–1972 |
| Willy Bolz              | parteilos                         | 1972–1980 |
| Hermann Jäger           | SPD                               | 1980–2009 |
| Heinz-Rudolf Hagenacker | CDU                               | 2009–2025 |
| Berthold Schuler        | parteilos                         | seit 2025 |

Bei der Bürgermeisterwahl am 11. Mai 2025 wurde der parteilose Berthold Schuler zum Teninger Bürgermeister gewählt. Mit 69,1 % der gültigen Stimmen konnte er die Wahl im ersten Wahlgang für sich entscheiden. Amtsvorgänger Heinz-Rudolf Hagenacker (CDU) erhielt nur 29,7 % der Stimmen. Schuler trat das Amt am 1. August 2025 an.

### Verwaltung
Teningen gehört mit den Gemeinden Freiamt, Malterdingen und Sexau zur Vereinbarten Verwaltungsgemeinschaft der Stadt Emmendingen.

### Partnerschaften
Teningen unterhält seit 1984 partnerschaftliche Beziehungen zur französischen Gemeinde La Ravoire im Departement Savoyen und seit 1990 zur Gemeinde Zeithain in Sachsen.
Außerdem führt Teningen seit 2012 eine Stadt-Land-Partnerschaft mit dem Freiburger Stadtteil Betzenhausen.

## Wirtschaft und Infrastruktur

### Verkehr
Teningen ist durch die Bundesautobahn 5 (Alsfeld – Weil am Rhein, Anschluss 60) an das überregionale Straßennetz angebunden. Durch Köndringen verläuft die Bundesstraße 3.
Über den Bahnhof in Köndringen sowie Teningen-Mundingen besteht auch Zugang zur Rheintalbahn und dem Regionalverkehr Freiburg – Offenburg der Deutschen Bahn.
Durch eine Alltagsroute aus dem Radnetz Baden-Württemberg ist Köndringen mit Emmendingen und über Malterdingen, Kenzingen und Herbolzheim mit Lahr verbunden. 
Der Europäische Radwanderweg von Elzach in die Partnerstadt Villé führt von der Nachbarstadt Emmendingen nach Teningen sowie an Köndringen vorbei entlang der Elz und weiter in die Nachbargemeinde Riegel. 
Der Breisgau-Radweg von Breisach über Freiburg nach Herbolzheim verbindet Nimburg mit Reute und Bahlingen.

### Ansässige Unternehmen
- Amcor Flexibles Tscheulin-Rothal GmbH; Hersteller von Aluminiumfolien-Verpackungen
- BFT Spürgin GmbH & Co. KG; Hersteller von Betonfertigteilen
- Brekina Modellspielwaren GmbH; Entwurf, Herstellung und Vertrieb von Modell- und Modelleisenbahn-Fahrzeugen
- Delta Energy Systems (Germany) GmbH; Hersteller von Netzgeräten, Stromversorgungen und solaren Wechselrichtern
- EHT Werkzeugmaschinen GmbH; Hersteller von Werkzeugmaschinen
- FRAKO; Hersteller von Kondensatoren und Blindleistungs-Regelanlagen
- nanoTools Antikörpertechnik GmbH & Co KG; Hersteller monoklonaler Antikörper
- Otto Graf GmbH Kunststofferzeugnisse; Hersteller von Kunststoffbehältern
- Sommer-Verlag GmbH; pharmazeutischer Fachverlag
- THIEME GmbH & Co. KG; Hersteller von Drucksystemen sowie von Formteilen aus Kunststoff
- Uhlmann Solarelectronic GmbH; Hersteller von Regelsystemen für Solaranlagen

### Bildung
- In Teningen und den Ortsteilen gibt es insgesamt acht Kindergärten, die überwiegend von den Kirchengemeinden getragen werden.
- Neben vier Grundschulen in Teningen, Heimbach und Nimburg bestehen in Köndringen die Nikolaus-Christian-Sander-Grund- und Hauptschule sowie im Kernort Teningen die Theodor-Frank-Realschule.
- Die Volkshochschule Nördlicher Breisgau und die Musikschule Nördlicher Breisgau sind auch in Teningen mit Kursangeboten vertreten.

## Kultur, Religion und Sehenswürdigkeiten

### Museen
- In der Hilla-von-Rebay-Erinnerungsstätte in der Emmendinger Straße wird das Leben und Werk der Künstlerin und ihrer Eltern, die dieses Haus 1919 bezogen hatten, dokumentiert.
- Das Heimatmuseum Menton zeigt in einer Bauernhof-Anlage aus dem 18. Jahrhundert hauptsächlich Objekte der örtlichen Wirtschafts- und Sozialgeschichte. Benannt ist das Museum nach der letzten Eigentümerfamilie des Anwesens, das als solches mit Wohnhaus und verschiedenen Wirtschaftsgebäuden (unter anderem Tabakschopf und Hanfreibe) selbst sehenswert ist.

### Bauwerke

#### Kirchen

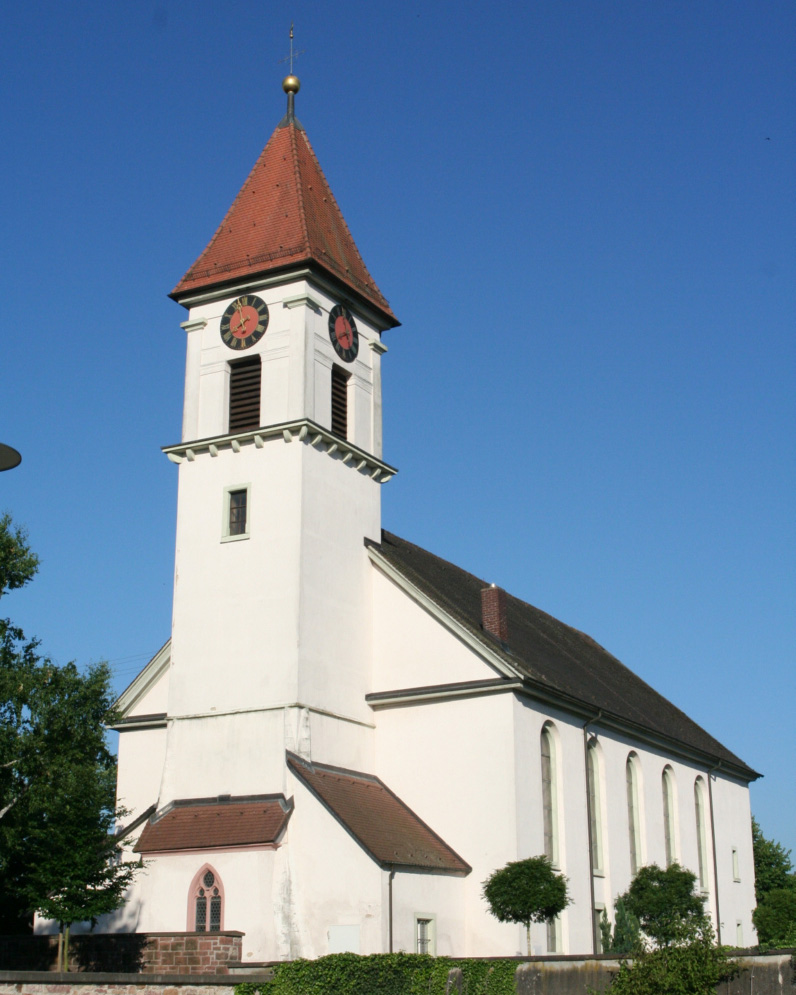
Teninger Kirche

- Die evangelische Kirche in Teningen war ursprünglich eine gotische Chorturmkirche. Der Chor mit Kreuzrippengewölbe mit markgräflich badischem Wappen und Malereien des 14./15. Jahrhunderts ist erhalten. Nach Erweiterungen im 18. Jahrhundert wurde sie 1826–1828 von Christoph Arnold, einem Schüler Friedrich Weinbrenners, im typischen Weinbrenner-Stil erneuert. Der Innenraum wurde 1968 umgestaltet.
- Die evangelische Kirche in Köndringen wurde 1861 vom badischen Bauinspektor Ludwig Arnold in neugotischem Stil entworfen. Während dem Turm von den Köndringern eine Ähnlichkeit mit dem Turm des Freiburger Münsters nachgesagt wird, sind die gestalterische und handwerkliche Ausführung der Innenausstattung stark zurückgeblieben: 1983 bescheinigte ein mit der Renovierung der Kirche beauftragter Architekt dem Kircheninneren, es mache auf ihn „den Eindruck einer Vorstadtbahnhofshalle“.
- Die katholische Kirche St. Gallus in Heimbach ist seit dem 14. Jahrhundert bekannt.
- Die katholische Kirche St. Marien in Köndringen fällt durch ihre Schlichtheit auf, gerade dadurch offenbart diese Kirche ihre Baugeschichte, die eingebettet ist in die Geschichte der ärmlichen Nachkriegsjahre nach dem Zweiten Weltkrieg.
- Die Bergkirche Nimburg, deren Ursprünge bis ins 10. Jahrhundert zurückreichen, ist wegen der dortigen Fresken aus dem 15. Jahrhundert und wegen des schönen Ausblicks besuchenswert.

#### Weitere Bauwerke

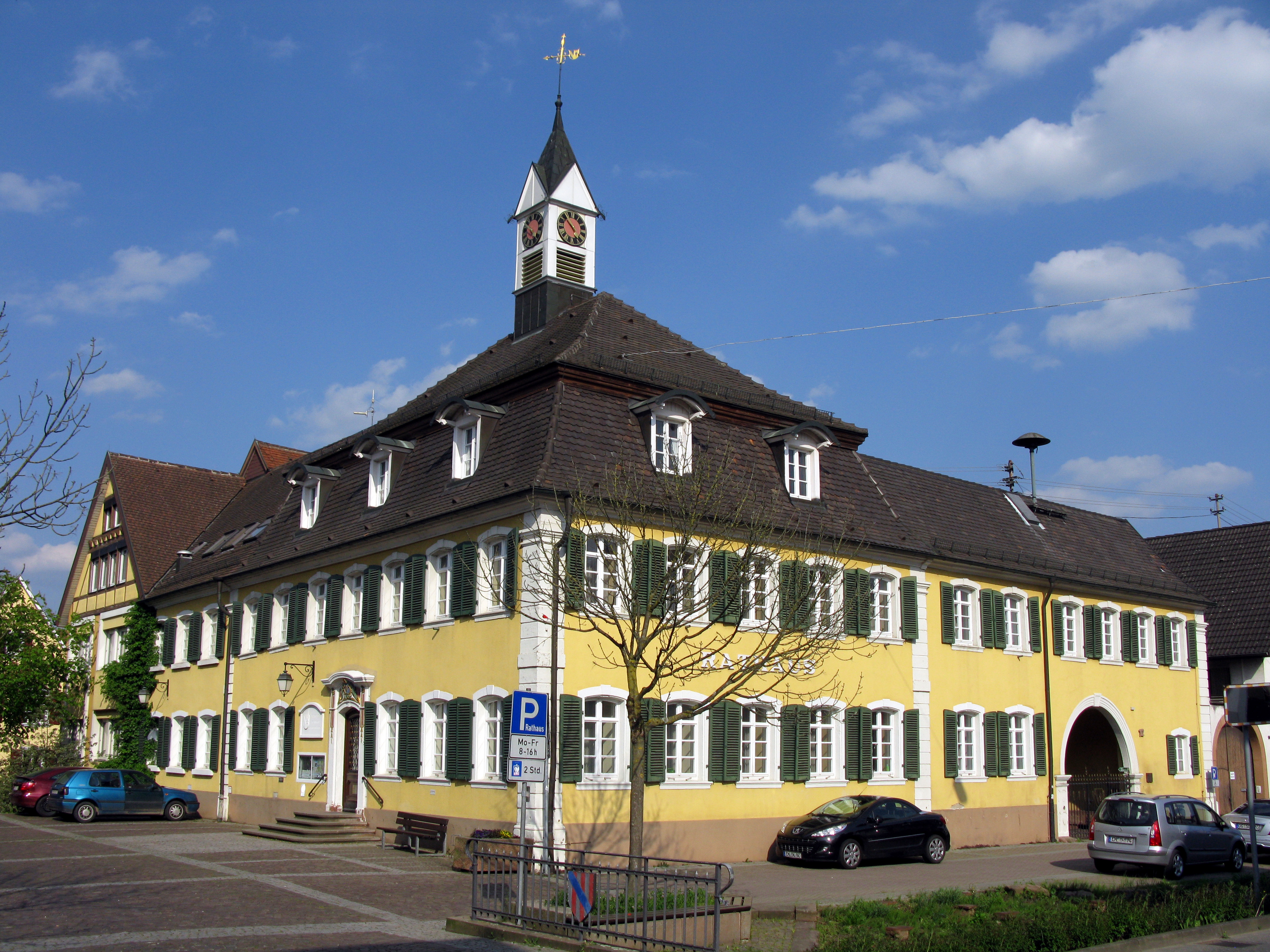
Rathaus in Teningen

- Das Rathaus von Teningen wurde 1767 als Gasthaus Zur Sonne im Barockstil erbaut, 1851 von der Gemeinde erworben und Armenhaus. 1880 wurde es Rat- und Schulhaus mit Stall für den Gemeindefarren (Zuchtstier); 1979–1983 zum heutigen Rathaus umgebaut.
- Die Zehntscheuer wurde 1711 unter den Markgrafen von Baden mit einem spätgotischen Wappenstein eines Vorgängerbaus erbaut. 1841 wurde der Bau an privat verkauft, 1975 durch die Gemeinde erworben und 1977–79 zum Bürgerhaus mit Gemeindebücherei umgebaut.
- Die Doppelburg Landeck prägt den gleichnamigen Ort. Sie zählt zu den wenigen wohlerhaltenen Ruinen des Breisgaus und gilt als »schönste aller breisgauischen Burgen« (Schlippe).[11]
- Ein altes (16. Jahrhundert) und ein neues Schloss (1803–1806) stehen im Ortsteil Heimbach.

### Naturdenkmäler
Siehe: Liste der Naturdenkmale in Teningen

### Sport
Die bekanntesten Sportvereine der Gemeinde sind der Fußballverein FC Teningen und die Handball-Spielgemeinschaft SG Köndringen/Teningen.

## Persönlichkeiten

### Ehrenbürger
- Emil Tscheulin (1884–1951), Industrieller und Wehrwirtschaftsführer
- Elise Tscheulin geb. Ingold, Ehefrau Emil Tscheulins
- Wilhelm Ingold, Aluminium-Industrieller
- Friedrich Meyer (1893–1974), Schweizer Aluminiumfabrikant
- Josef Schmidt, Bürgermeister 1957–1972
- Willy Bolz, Bürgermeister 1972–1980
- Siegfried Grafmüller, früherer Gemeinderat
- Hermann Jäger, Bürgermeister 1980–2009
- Fritz Schlotter, Realschulrektor, 45 Jahre Gemeinderat, 35 Jahre Kreisrat im Landkreis Emmendingen, 30 Jahre Mitglied der Verbandsversammlung des Regionalverbands Südlicher Oberrhein
- Robert Heinrich Backfisch, ab 1921 Robert Wagner (1895–1946); NS-Gauleiter; aberkannt(?) 1945

### Söhne und Töchter der Gemeinde
- 1603: Johann Conrad Dannhauer, protestantischer Theologe, Professor der Beredsamkeit/Rhetorik, Hermeneutiker und Dichter; † 1666 in Straßburg
- 1749: Gottfried Posselt, badischer Jurist und Amtsvorstand; † 1807 in Bretten
- 1750: Nicolaus Sander, Oberkirchenrat in Karlsruhe † 1824 in Karlsruhe
- 1754: Heinrich Sander, Lehrer und Schriftsteller; † 1782 in Karlsruhe
- 1807: Wilhelm Theophor Dittenberger, protestantischer Theologe; † 1871 in Weimar
- 1826: Theodor Frank, Bürgermeister und badischer Landtagsabgeordneter; † 1889 in Teningen
- 1884: Emil Tscheulin, Aluminium-Industrieller; † 1951 in Teningen
- 1899: Fritz Schieler, Politiker, Mitglied des Landtags von Baden und des Landtags von Baden-Württemberg (SPD), Bürgermeister in Freiburg im Breisgau; † 1970 in Freiburg
- 1899: Otto Krayer, Pharmakologe, Opponent gegen den nationalsozialistischen Rassismus, seit 1957 Ehrenbürger von Köndringen; † 1982 in Tucson, Arizona
- 1921: Otto Heinrich Kühner, Schriftsteller; † 18. Oktober 1996 in Kassel
- 1928: Rudolf Schieler, Sohn von Fritz Schieler, Jurist und Politiker; Mitglied des Landtags von Baden-Württemberg (SPD), Justizminister von Baden-Württemberg; † 2012 in Freiburg
- 1934: Horst Dieter Bürkle, Künstler, Fotograf, Journalist und Filmproduzent
- 1988: Jens Schöngarth, Handball-Juniorenweltmeister 2009, deutscher Pokalsieger 2016, Europapokalsieger 2017 Handball-Bundesligaspieler; in Teningen aufgewachsen

### Weitere Persönlichkeiten
- Anna Bader (* 1983), Klippenspringerin, wohnhaft in Teningen
- Stefan Bär (* 1963), Landrat des Landkreises Tuttlingen; im Ortsteil Heimbach aufgewachsen
- Pascal Bührer (* 1995), Handball-Bundesligaspieler beim TSG Friesenheim; in Köndringen aufgewachsen
- Wolfgang Ehrler (* 1957), Deutscher Handball-Vizemeister, 17 Jahre Trainer der SG Köndringen/Teningen
- Alexander Heisler (* 1949), Arzt, Konzertmanager und Gründer des Zelt-Musik-Festivals sowie Träger der Verdienstmedaille des Landes Baden-Württemberg; wohnt in Teningen
- Hilla von Rebay (1890–1967), Malerin und Gründungsdirektorin der Solomon R. Guggenheim Foundation; Grabstätte in Teningen
- Frank Schmidt (* 1975), Fernsehmoderator; in Teningen aufgewachsen
- Jens Schöngarth (* 1988), Handball-Juniorenweltmeister 2009, deutscher Pokalsieger 2016, Europapokalsieger 2017 Handball-Bundesligaspieler; in Teningen aufgewachsen